# Pasul Stânișoara

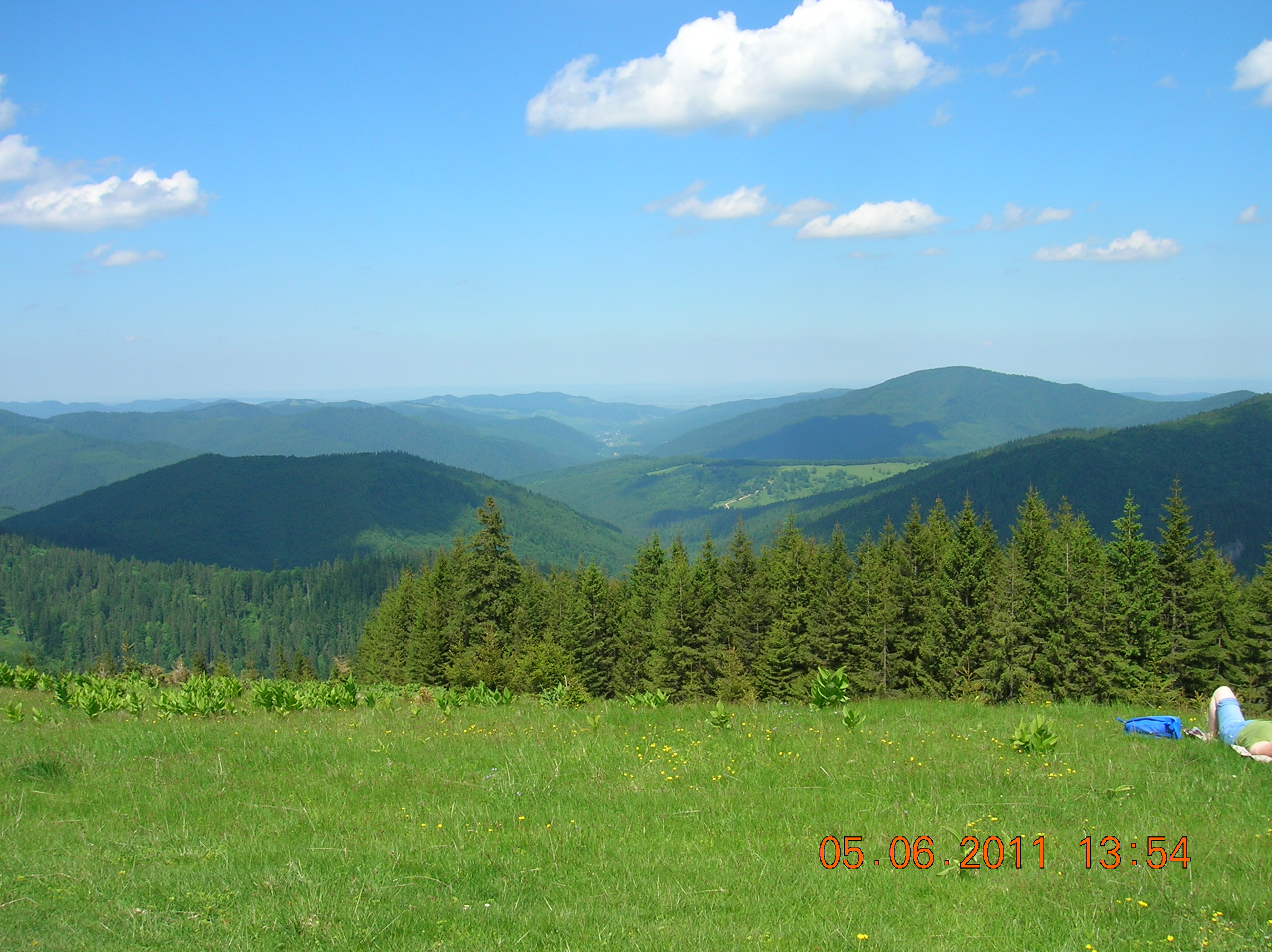
Lângă Pasul Stânișoara, pe culme, privind spre Mălini

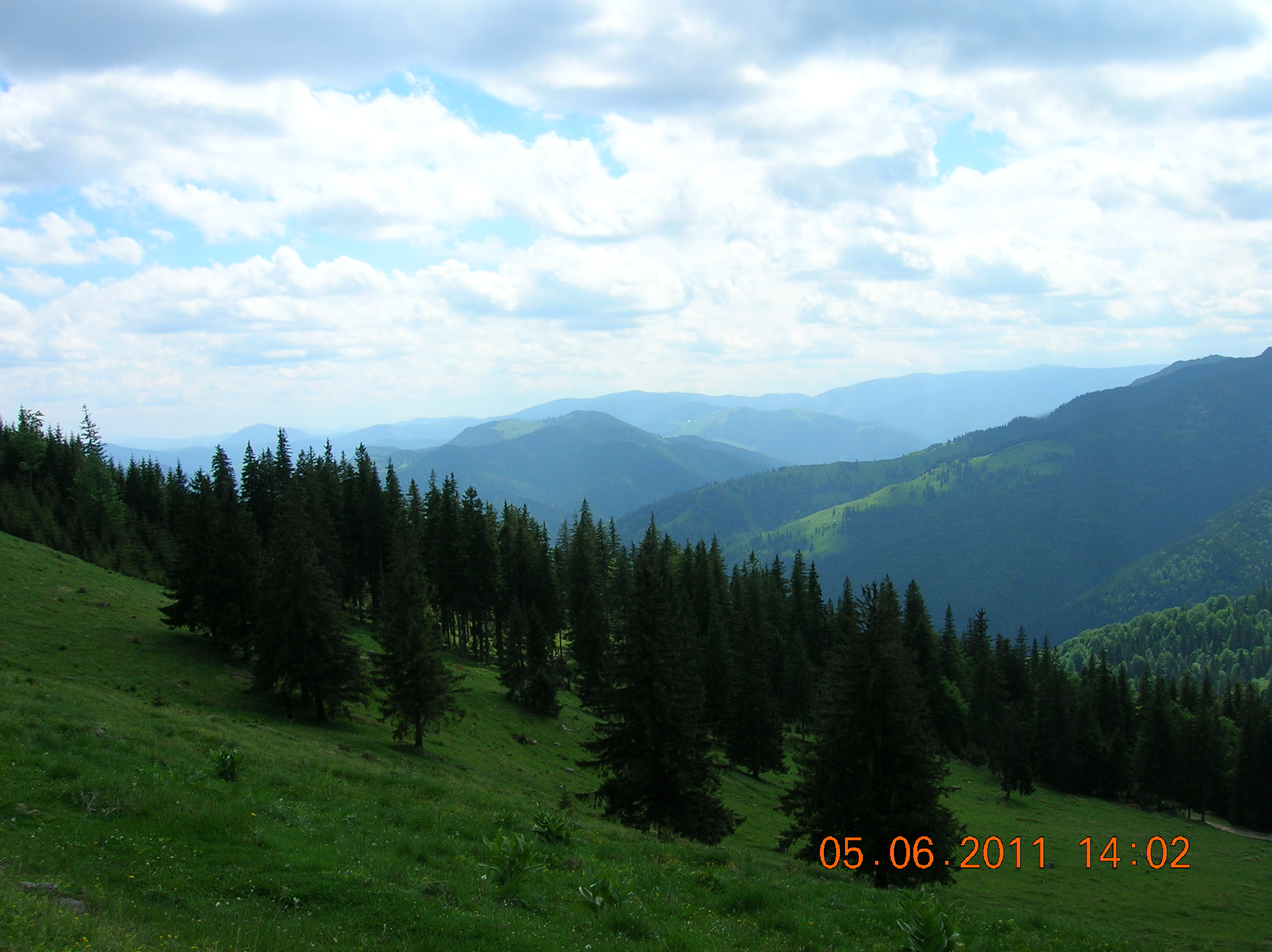
De lângă Crucea talienilor cu obiectivul spre Valea Bistriței

Pasul Stânișoara sau Pasul Hălăuca este o trecătoare situată în Munții Stânișoarei la limita dintre județele Neamț și Suceava la înălțimea de 1235 m, pe DJ209B (numit și Drumul Talienilor), care leagă văile Suhăi Mari – aflată spre est de cea a Sabasei – aflată spre vest.

## Date geografice
Trecătoarea, care se află pe aliniamentul ce separă grupa nordică a Munților Stânișoarei numită Munții Suhăi și cea sudică intitulată Munții Sabasei, facilitează accesul între zona râului Moldova situată la est și valea Bistriței moldovene situată la vest, fiind  localizată între atele Sabasa (Comuna Borca, județul Neamț) și Văleni-Stânișoara (Mălini județul Suceava).
La nord-vest de pas se află Vârful Muncelu (1302 m), iar la sud-est Vârful Bivolul (1530 m).
Alte trecători în apropiere sunt spre nord-vest Pasul Tarnița situat pe DJ177A și, spre sud-est Pasul Petru Vodă situat pe DN15B.

## Repere

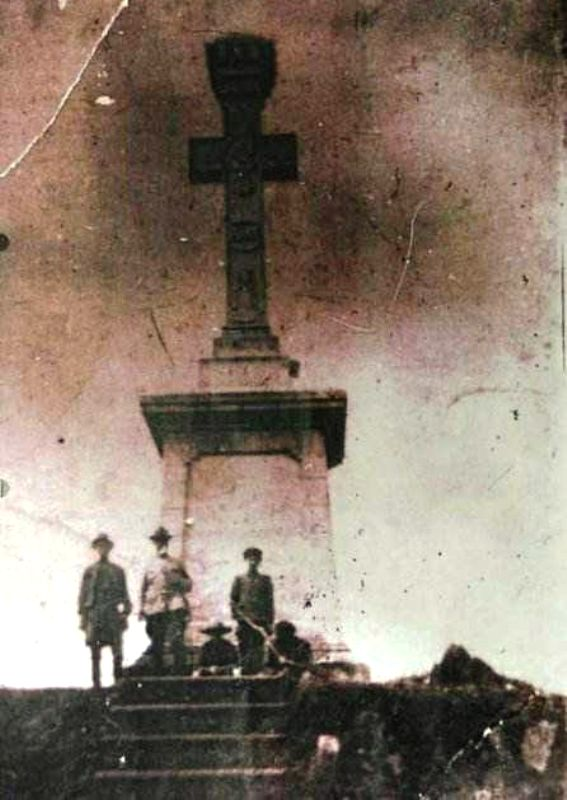
Fosta Cruce a Talienilor

În trecătoare, la începutul secolului XX drumarii au ridicat o cruce mare din piatră, numită Crucea Talienilor. După Lovitura de stat de la 23 august 1944, porțiunea montană a șoselei care trecea prin pas a fost teatrul unor lupte grele. Din imediata proximitate a trecătorii – unde fuseseră construite cazemate, armata germană a executat tiruri de artilerie până la aliniamentul văii Moldovei. În timpul luptelor, Crucea Talienilor a fost distrusă de bombardamente. Au mai rămas doar treptele de piatră pe unde se ajunge la soclul pe care s-au montat mai târziu o cruce metalică (luată de la o biserică mutată) și o troiță. Mai târziu, cazematele au fost aruncate în aer.

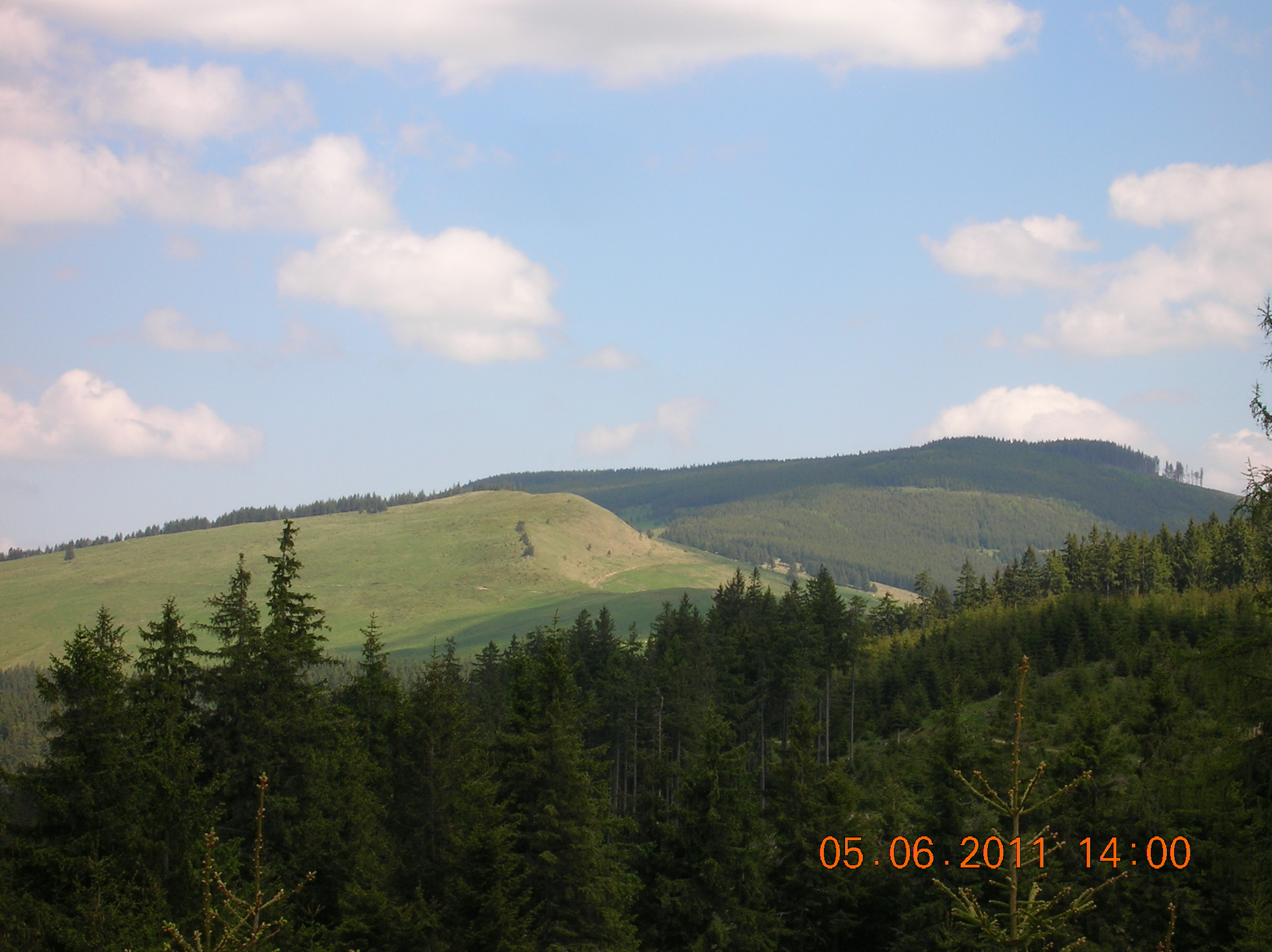
Vîrful Bivolul, cel mai înalt din Munții Stânișoarei (1530 m) văzut de la aproximativ 1,5 km de Pasul Stânișoara

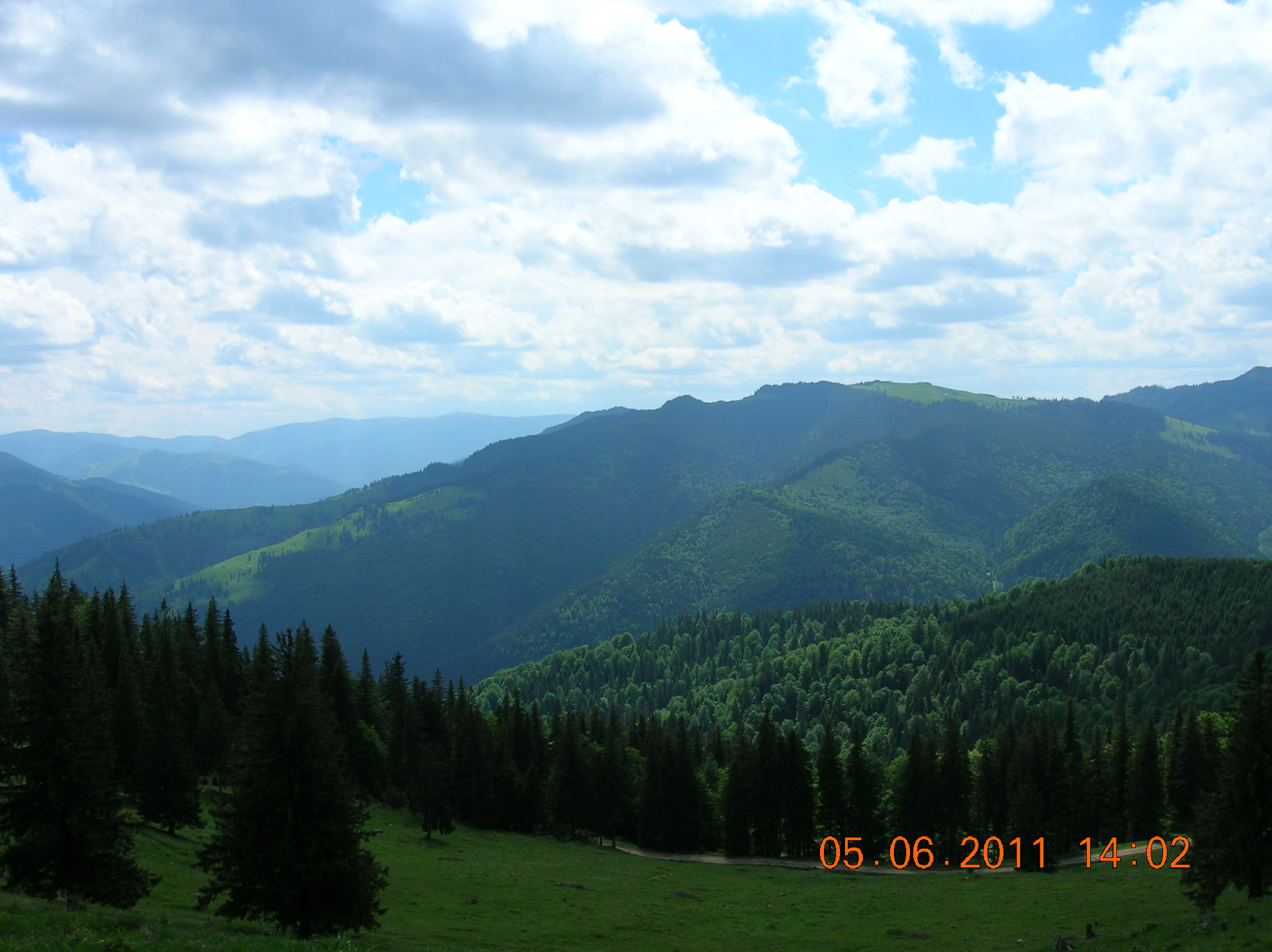
Drumul Talienilor - coborînd spre Valea Sabasei și Borca

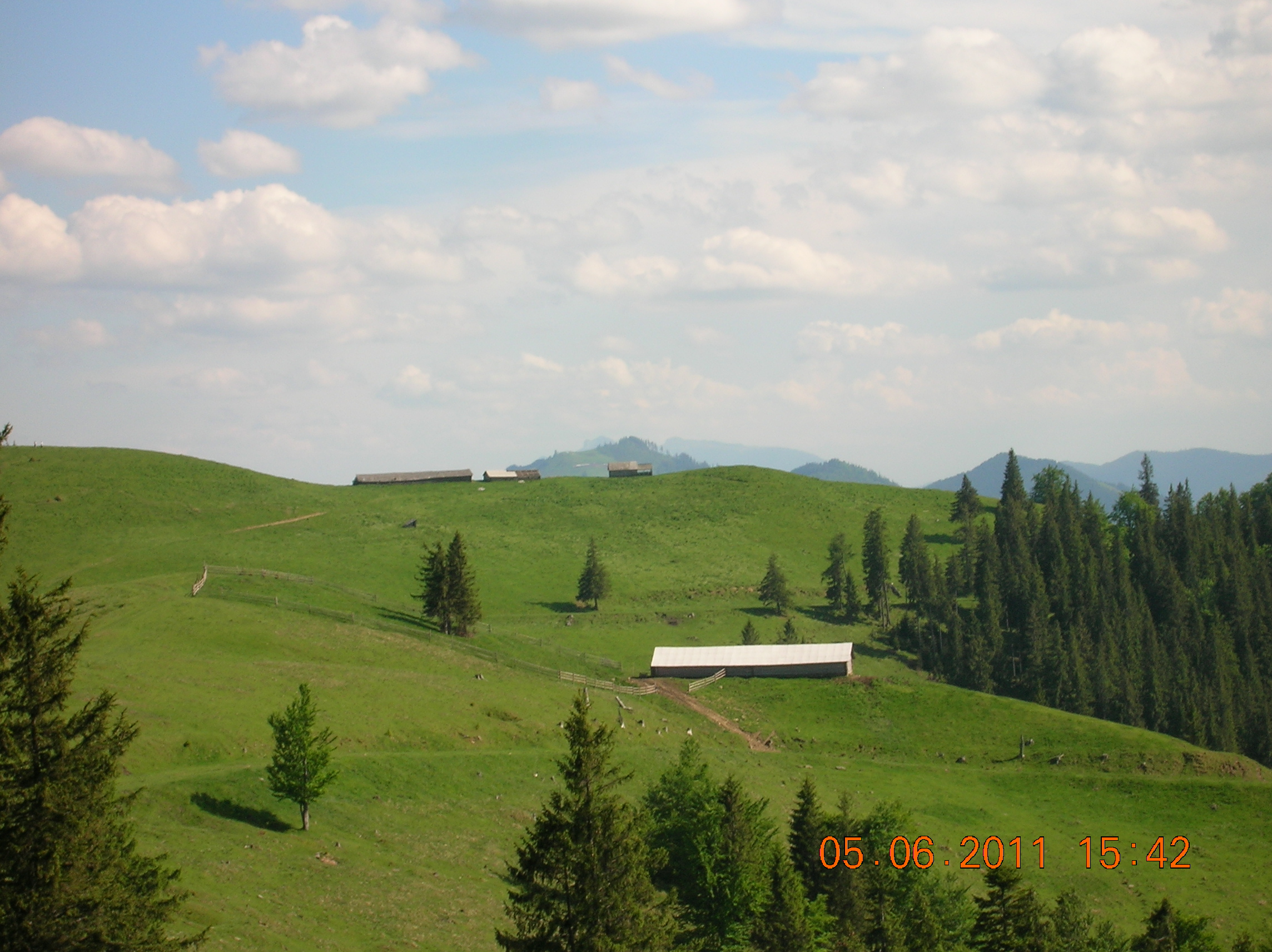
Vedere înspre sud din Pasul Stânișoara. În fundal se află Ceahlăul

## Obiective turistice de interes situate în apropiere
- Vârful Bivolul
- Drumul Talienilor
- Comuna Mălini: Casa memorială Nicolae Labiș și Pârtia de schi